# پلوتینایا
پلوتینایا (به لاتین: Plotinnaya) یک منطقهٔ مسکونی در روسیه است که در سرزمین آلتای واقع شده‌است.